# Yakutopus
Yakutopus là một chi nhện trong họ Linyphiidae.